# .bi
.bi – domena internetowa przypisana od roku 1996 do Burundi i administrowana przez ICAN.

## Domeny drugiego poziomu
Brak danych